# Celerina Patricia Sánchez Santiago
Celerina Patricia Sánchez Santiago (Mesón de Guadalupe, Oaxaca, 1967) es una narradora oral, promotora cultural y poeta tu'un ñuu savi (mixteco) y español.

## Biografía
Es promotora cultural del pueblo Ñuu Savi desde 1988. Estudió la licenciatura en Lingüística en la Escuela Nacional de Antropología e Historia, se ha desempeñado como narradora oral desde 1993 y como poeta en 1997. Su obra poética ha sido incluida en diversas antologías y revistas. Fue becaria del Fondo Nacional para la Cultura y las Artes (FONCA). Entre 2004 y 2007 condujo el programa radiofónico Perfiles indígenas, transmitido por Radio Ciudadana del Instituto Mexicano de la Radio.
Ha participado en distintos congresos y espacios académicos enfocados en la promoción, rescate y revaloración de la  lengua tu’un ñuu savi. En 2003 intervino en la Primera reunión de Análisis de la lengua mixteca y propuesta para su rescate, difusión e implementación escolar en la Universidad Tecnológica de la Mixteca, Huajuapan de León, Oaxaca.
En el ámbito artístico y literario, ha tomado parte en numerosos encuentros nacionales e internacionales. Entre 2006 y 2009 participó en el Encuentro de Mujeres Indígenas en el Arte, Sueños y realidades, con sedes en Tuxtla Gutiérrez, Hermosillo, Guadalajara y Veracruz. En 2012 formó parte del evento Mujeres de su palabra: Chicanas and Indigenous Women’s Testimonies, realizado en la Universidad de San Antonio, Texas. 
En 2025 integró el elenco del Recital de Poesía en Lenguas Originarias, efectuado en la Sala Principal del Palacio de Bellas Artes, en el marco del Encuentro Nacional de Escritoras en Lenguas Indígenas y del Año de la Mujer Indígena, convocado por la Secretaría de Cultura y el Instituto Nacional de Bellas Artes y Literatura (INBAL). 
Ha impulsado diversas iniciativas orientadas a la difusión y revitalización de la lengua tu’un ñuu savi. Desde 2006 imparte clases en su lengua materna y ha coordinado programas formativos como el Diplomado en Cultura y Lengua Ñuu Savi, desarrollado en colaboración con la Facultad de Estudios Superiores Zaragoza de la UNAM, así como el Diplomado en Comunicación Comunitaria, Intercultural y de Género para la Paz, en conjunto con la organización NOTIMIA. Entre 2012 y 2021 fue docente del proyecto México Nación Multicultural del Programa Universitario de Estudios de la Diversidad Cultural y la Interculturalidad (PUIC-UNAM). 
Celerina participa activamente en la defensa de los derechos de las mujeres, adhiriéndose a distintas propuestas feministas desde una perspectiva comunitaria e intercultural.

## Publicaciones

### Libros
- Ndikuun/espantapájaros, Oralibrura/Biblioteca SEP, Centenaria (2022).
- Tasu yùùti/ Águila de arena. México, Ed. Oralibrura (2021).
- Natsiká, poesía y blues disco/libro con Víctor Gally, Pluralia Ediciones (2018).
- Ichí Inií/Esencia del camino, Pluralia Ediciones / INBA, México (2013).

### Antologías
- Originaria; Antología de once mujeres poetas en lenguas indígenas, ARTEnativa ediciones, Laboratorio de Arte TETL. CULTURA-FONCA, Secretaria de Cultura (2019).
- Flor de siete pétalos, Martín Tonalmeyotl(compilador), Ediciones Espejo Somos (2019).
- Xochitlajtoli, Poesía contemporánea en lenguas originarias de México. México: Ed. Circulo de Poesía (2019).
- Poesía Insurrección de las palabras. Poetas contemporáneos en lenguas mexicanas. México, Ed. La Jornada (2018).
- Fuego: Literatura de raíces mágicas, Secretaría de Cultura del Gobierno del Estado de Oaxaca, México (2009).
- Lluvia de sueños III: Escritoras y cantantes indigenas,  Consejo Nacional para la Cultura y las Artes, Culturas Populares e Indígenas, México (2007).
- Viva México = Viva Ñuukooyo = Xadxí guibani Méxicu = Long Live Mexico. junto con Marta Acevedo,Irma Pineda y David Lauer. SEP, México (2005).

### Recursos electrónicos
- Audio: “Tu’un savi, en voz de Celerina Patricia Sánchez Santiago”, Descarga Cultura, UNAM (www.descargacultura.unam.mx)
- Video: Leémelo, TV UNAM  (youtube.com). || Conversando con Cristina Pacheco, Canal Once (youtube.com).
- Muestra literaria: “Xochitlájtoli: Celerina Patricia”, Circulo de Poesía, 30 de octubre de 2017 (circulodepoesia.com). || CIRCE, 21 de junio de 2015 (leecirce.com)

### Traducciones
- Antología de cuentos mexicanos (Ñàá ndasatatu kue kuendu Kue Naá Nko’yo) de Lauro Zavala, Minimalia/INBA, 2014.

## Premios y reconocimientos
- Premio Nacional a la Promoción de los Derechos de las Mujeres Indígenas Martha Sánchez Néstor (2022). [10]
- Reconocimiento al mérito, por la destacada labor en la preservación y fortalecimiento de las lenguas originarias del estado de Oaxaca, por la LXIV legislatura del H. Congreso del estado de Oaxaca, en el marco del año internacional de las lenguas indígenas (2019).
- Primer lugar en el “5º Encuentro de poesía de Lenguas Indígena”, Toluca (2006). [8][3]